# Кузнецов, Иван Степанович (полный кавалер ордена Славы)
Иван Степанович Кузнецов (29 декабря 1918 — 21 января 1989) — советский радист-пулемётчик танка Т-34 126-го танкового полка (17-я гвардейская механизированная бригада, 6-й гвардейский механизированный корпус, 4-я гвардейская танковая армия, 1-й Украинский фронт) гвардии старший сержант, участник Великой Отечественной войны, кавалер ордена Славы трёх степеней.

## Биография
Родился 29 декабря 1918 года в деревне Воробьёвка (по другим данным - в селе Юшково) Шаблыкинекого района Орловской области в семье крестьянина. Русский. Жил в городе Чита. Окончил 7 классов. Работал на почте. 
Член КПСС с 1944 года. Окончил 7 классов. Работал на почте.
В Красной армии с октября 1939 года.
Служил стрелком башни танка Т-26 в Забайкальском военном округе (ЗабВО). В августе 1941 года Иван Кузнецов в числе других танкистов-забайкальцев был направлен на Северо-Западный фронт на пополнение подразделений 3-й танковой дивизии, понесшей серьезные потери в июльских боях на территории Псковской области. 
В Лычковском районе Новгородской области севернее города Демянск Иван Кузнецов принял свой первый бой. Здесь в начале ноября 1941 года он получил тяжёлое ранение и был эвакуирован в госпиталь в город Бежецк. После излечения в марте 1942 года младший сержант Кузнецов был направлен в 3-ю гвардейскую мотострелковую дивизию 5-й армии Западного фронта, где также стал пулемётчиком мотострелкового батальона. 
Служил в 322-м стрелковом полку 32-й стрелковой дивизии 3 Уд А Калининского фронта. Награждён медалью «За отвагу».      
Радист-пулемётчик танка Т-34 126-го танкового полка (17-я гвардейская механизированная бригада, 6-й гвардейский механизированный корпус, 4-я гвардейская танковая армия, 1-й Украинский фронт) гвардии старший сержант Кузнецов на подступах к городу Перемышляны Львовской области.
21.7.1944 года метким огнём вывел из строя свыше 10 гитлеровцев.
23.8.1944 года награждён орденом Славы 3 степени.
Наводчик пушки в экипаже танка Т-34 Кузнецов в бою за населённый пункт Чарна-Нида (Польша) 14.01.1945 года сжёг вражеский танк и 2 БТР. При освобождении станции Ситкувка (7.5 км. юго-западнее г.Кельце, Польша) подбил 2 танка, 3 автомашины и истребил свыше отделения пехоты противника. Совершая марш в район населённого пункта Жарнув (Польша), танк настиг колонну противника и уничтожил из орудия 5 автомашин и группу вражеских солдат и офицеров.
14.3.1945 года награждён орденом Славы 2 степени.
Действуя в составе 115-го гвардейского танкового полка той же бригады, Кузнецов в бою 18.4.1945 года на плацдарме за р.Шпрее близ населённого пункта Альте-Бунен (20 км. юго-западнее г. Котбус, Германия) отразил с экипажем несколько ожесточённых атак противника, нанося ему большой урон в живой силе и технике.
В период ликвидации прорвавшейся вражеской группировки в районе населённого пункта Петерсхайн (ныне Нойпетерсхайн, западнее г.Шпремберг) 21-23.4.1945 года уничтожил огнём из орудия 3 танка, 4 ВТР, 8 автомашин с грузом, 5 пулемётных точек и несколько десятков гитлеровцев.
Указом Президиума Верховного Совета СССР от 27 июня 1945 года гвард сержант Кузнецов Иван Степанович награждён орденом Славы 1-й степени (№ 228). Стал полным кавалером ордена Славы.
В 1946 году старшина И.С.Кузнецов демобилизовался. Жил в городе Карачев Брянской области. Работал на строительном участке. Многие здания в Карачеве построены его руками. Умер 21 января 1989 года.
Похоронен в городе Карачев.

## Награды
- Орден Отечественной войны I степени (29.06.1985)[4]
- Орден Славы 1-й степени (27.06.1945)
- Орден Славы 2-й степени (14.05.1944)[5]
- Орден Славы 3-й степени (23.08.1944)[6]
- Медаль «За отвагу» (03.10.1943)[7]
- Медаль «За отвагу» (20.05.1945)[8]
- Медаль «За отвагу» (07.07.194)[9]
- Медаль «За взятие Берлина» (1945)
- Медаль «За освобождение Праги» (1945)
- Медаль «В ознаменование 100-летия со дня рождения Владимира Ильича Ленина» (6 апреля 1970)
- Медаль «За победу над Германией в Великой Отечественной войне 1941—1945 гг.» (9 мая 1945[10])
- Юбилейная медаль «Двадцать лет Победы в Великой Отечественной войне 1941—1945 гг.» (7 мая 1965[11])
- Юбилейная медаль «Тридцать лет Победы в Великой Отечественной войне 1941—1945 гг.»[12]
- Медаль «Сорок лет Победы в Великой Отечественной войне 1941-1945 гг.»[13]
- Медаль «Ветеран труда»
- Юбилейная медаль «50 лет Вооружённых Сил СССР» (26 декабря 1967[14])
- Юбилейная медаль «60 лет Вооружённых Сил СССР» (28 января 1978[15])
- Знак «25 лет победы в Великой Отечественной войне» (1970)

## Память
На могиле установлен надгробный памятник.
Одна из школ города Карачева носит его имя.